# Liste der Baudenkmale in Künsche
In der Liste der Baudenkmale in Künsche sind die Baudenkmale des niedersächsischen Dorfes Künsche aufgelistet. Der Stand der Liste ist der 21. Oktober 2021. Dies ist ein Teil der Liste der Baudenkmale in Lüchow (Wendland). Die Quelle der  IDs und der Beschreibungen ist der Denkmalatlas Niedersachsen.

## Allgemein
In den Spalten befinden sich folgende Informationen:
- Lage: die Adresse des Baudenkmales und die geographischen Koordinaten. Kartenansicht, um Koordinaten zu setzen. In der Kartenansicht sind Baudenkmale ohne Koordinaten mit einem roten Marker dargestellt und können in der Karte gesetzt werden. Baudenkmale ohne Bild sind mit einem blauen Marker gekennzeichnet, Baudenkmale mit Bild mit einem grünen Marker.
- Bezeichnung: Bezeichnung des Baudenkmales
- Beschreibung: die Beschreibung des Baudenkmales. Unter § 3 Abs. 2 NDSchG werden Einzeldenkmale und unter § 3 Abs. 3 NDSchG Gruppen baulicher Anlagen und deren Bestandteile ausgewiesen.
- ID: die Objekt-ID des Baudenkmales
- Bild: ein Bild des Baudenkmales, ggf. zusätzlich mit einem Link zu weiteren Fotos des Baudenkmals im Medienarchiv Wikimedia Commons. Wenn man auf das Kamerasymbol klickt, können Fotos zu Baudenkmalen aus dieser Liste hochgeladen werden:

## Baudenkmale

### Gruppe baulicher Anlagen
| Lage                                              | Bezeichnung                       | Beschreibung | ID       | Bild |
| ------------------------------------------------- | --------------------------------- | --- | -------- | ---- |
| Nr. 1, 2, 3, 6, 7, 8 52° 59′ 38″ N, 11° 12′ 32″ O | Ehemaliger Rundling mit Dorfplatz | Das ehemalige Rundlingsdorf Künsche entstammt in seinem heutigen Gebäudebestand im Wesentlichen einem Wiederaufbau nach Dorfbränden 1849/50 und 1853/54. Dabei wurden die neu errichteten Häuser teilweise vom Dorfplatz (Im Dorf) weg orientiert. Der Rundling besteht aus neun erhaltenen Bauten (sechs Wohn-/Wirtschaftsgebäuden und drei Nebengebäuden), die sämtlich in Fachwerk mit Backsteinausfachungen errichtet wurden. Bei den Wohn-/Wirtschaftsgebäuden handelt es sich sämtlich um Hallenhäuser im Vierständerbau. | 30828303 | BW   |

### Einzelobjekte
| Lage                                             | Bezeichnung               | Beschreibung | ID       | Bild |
| ------------------------------------------------ | ------------------------- | --- | -------- | ---- |
| Gorlebener Straße 3 52° 59′ 37″ N, 11° 12′ 25″ O | Gaststätte                | Traufständiger eingeschossige Fachwerkbau mit Backsteinausfachungen, unter Satteldach. Am Fachwerk (Südwestfassade) zeichnet sich eine Entstehung in zwei Bauphasen ab. Errichtet um 1900. | 30870296 | BW   |
| Im Dorf 1 52° 59′ 38″ N, 11° 12′ 30″ O           | Wohn-/ Wirtschaftsgebäude | Giebelständiges Vierständerhaus in Fachwerk mit Backsteinausfachung, unter Satteldach in Hohlpfannendeckung. Wirtschaftsgiebel in engmaschigem Gitterfachwerk. Errichtet 1868 (i). Ehemalige Hofstelle Nr. 20.                                                                                            | 30870220 | BW   |
| Im Dorf 2 52° 59′ 40″ N, 11° 12′ 32″ O           | Wohn-/ Wirtschaftsgebäude | Vom Rundling (und der Straße Im Dorf) abgewandtes, zu Gorlebener Straße giebel - ständiges Vierständerhaus in Fachwerk mit Backsteinausfachung, unter Satteldach in Ziegeldeckung. Wirtschaftsgiebel in engmaschigem Gitterfachwerk. Errichtet 1854 (i).Ehemalige Hofstelle Nr. 18.                       | 30870199 | BW   |
| Im Dorf 2 52° 59′ 39″ N, 11° 12′ 33″ O           | Scheune                   | Langgestreckter Fachwerkbau mit Backsteinausfachung, unter Satteldach; ausmittige Längsdurchfahrt. Beide Giebeldreiecke vertikal verbrettert. Errichtet als Scheunengebäude zu dem nördlich platzierten Wohn-/Wirtschaftsgebäude in der zweiten Hälfte des 19. Jahrhunderts.                              | 39605141 | BW   |
| Im Dorf 3 52° 59′ 41″ N, 11° 12′ 35″ O           | Wohn-/ Wirtschaftsgebäude | Vom Rundling (und der Straße Im Dorf) abgewandtes, zu Gorlebener Straße giebel - ständiges Vierständerhaus in Fachwerk mit Backsteinausfachung, unter Satteldach in Ziegeldeckung. Wirtschaftsgiebel in engmaschigem Gitterfachwerk. Errichtet 1854 (i). Ehemalige Hofstelle Nr. 17.                      | 30870159 | BW   |
| Im Dorf 3 52° 59′ 40″ N, 11° 12′ 35″ O           | Stall                     | Eingeschossiges langgestrecktes, den Hof nach Südosten abschließendes Stallgebäude. Straßenfassade in Fachwerk mit Backsteinausfachung, Hoffassade massiv in Backstein mit Fachwerkerker im Dach. Unter Satteldach mit unterschiedlichen Deckungen. Errichtet in der zweiten Hälfte des 19. Jahrhunderts. | 39605167 | BW   |
| Im Dorf 3 52° 59′ 41″ N, 11° 12′ 36″ O           | Scheune                   | Langgestreckter Fachwerkbau mit ausmittiger Längseinfahrt unter Satteldach mit Falzziegeldeckung. Nachträgliche Verlängerung nach Süden in Backsteinmauerwerk, hier eine zusätzliche Quereinfahrt. Errichtet 1857 (i), verlängert Anfang des 20. Jahrhunderts.                                            | 39605192 | BW   |
| Im Dorf 6 52° 59′ 38″ N, 11° 12′ 35″ O           | Wohn-/ Wirtschaftsgebäude | Stark verändertes und weitgehend massiv ersetztes Vierständerhaus mit entstellendem Anbau. Errichtet in der Mitte des 19. Jahrhunderts. Ehemalige Hofstelle Nr. 14. | 30870121 | BW   |
| Im Dorf 7 52° 59′ 37″ N, 11° 12′ 34″ O           | Wohn-/ Wirtschaftsgebäude | Giebelständiges, ungewöhnlich langgestrecktes Vierständerhaus in Fachwerk mit Backsteinausfachung, unter Satteldach in Hohlpfannendeckung. Wirtschaftsgiebel mit engmaschigem Gitterfachwerk. Errichtet 1850 (i). Ehemalige Hofstelle Nr. 13.                                                             | 30870100 | BW   |
| Im Dorf 8 52° 59′ 36″ N, 11° 12′ 32″ O           | Wohn-/ Wirtschaftsgebäude | Giebelständiges Vierständerhaus in Fachwerk mit Backsteinausfachung, unter Satteldach; großes Zwerchhaus in der nordöstlichen Dachfläche. Wirtschaftsgiebel in engmaschigem Gitterfachwerk. Errichtet 1850 (i). Ehemalige Hofstelle Nr. 12.                                                               | 30870079 | BW   |
| Lucieweg 17 52° 59′ 39″ N, 11° 12′ 21″ O         | Wohn-/ Wirtschaftsgebäude | Giebelständiges Vierständerhaus in Fachwerk mit Backsteinausfachung, unter Satteldach. Wirtschaftsgiebel in engmaschigem Gitterfachwerk mit durchlaufendem Raster. Südöstliche Traufseite überwiegend massiv in Backstein ersetzt. Errichtet 1854 (i).                                                    | 30870277 | BW   |
| Marsch 4 52° 59′ 34″ N, 11° 12′ 32″ O            | Wohn-/ Wirtschaftsgebäude | Kleines Vierständerhaus das vermutlich an seinen Standort transloziert wurde, in Fachwerk mit Backsteinausfachung, unter Satteldach; traufseitig einige verputzte Gefache, wohl Lehmstakung; allseitig Einbau nachträglicher Fenster. Errichtet 1806 (i)                                                  | 30870259 | BW   |